# Ponte Rio-Niterói
Ponte Presidente Costa e Silva, popularmente conhecida como Ponte Rio-Niterói, é uma ponte que atravessa a Baía de Guanabara, no estado do Rio de Janeiro, no Brasil. Ela conecta os municípios do Rio de Janeiro e Niterói. Seu nome é em homenagem a Artur da Costa e Silva, presidente durante a ditadura militar brasileira que deu a ordem para a construção da estrutura.
O seu projeto foi idealizado por Mario Andreazza, então Ministro dos Transportes. A obra demorou pouco menos de seis anos para ser concluída e foi entregue no dia 4 de março de 1974. A estrutura liga a Ponta do Caju (Rio de Janeiro) à Avenida do Contorno (Niterói). Antes do funcionamento da ponte, era necessário percorrer cerca de 120 km em estradas ou optar pelo uso de balsas. A escolha do traçado considerou o menor impacto no tráfego marítimo, o custo total menor que outras opções e a ligação aos subúrbios cariocas.
A ponte tem 13,29 quilômetros de comprimento, sendo 8,8 quilômetros sobre a água e um vão central de 300 metros de extensão com 72 metros de altura para permitir a passagem de centenas de navios que entram e saem da Baía de Guanabara todos os meses. Desde a sua conclusão em 1974 até 1985, foi a segunda ponte mais extensa do mundo, atrás da Ponte do Lago Pontchartrain, nos Estados Unidos. Na época em que foi concluído, o vão central da ponte era a viga caixão mais longa do mundo; desde então, foi superado pelo vão principal de 301 metros da Ponte Stolma (1998), na Noruega, e pelo vão principal de 330 metros da Ponte Shibanpo (2006), na China.
Atualmente, é a segunda ponte mais extensa da América Latina (atrás da ponte da linha 1 do Metrô de Lima) e a maior do hemisfério sul em concreto protendido. A estrutura recebe mais de 150 mil passageiros por dia, segundo informações da concessionária Ecoponte, em dias de fluxos normais. Também é conhecida como o maior vão em linha reta do mundo e o maior conjunto de estruturas protendidas da América.

## História

### Projeto

Projeto de uma ponte suspensa ligando Niterói ao Rio de Janeiro, de 1935, entre o Centro do Rio e o Centro de Niterói. Arquivo Nacional.

O conceito de seu projeto remonta a 1875, visando a ligação entre os dois centros urbanos vizinhos, separados pela baía de Guanabara ou por uma viagem terrestre de mais de 100 km, passando pelo município de Magé. À época havia sido concebida a construção de uma ponte e, posteriormente, de um túnel.
Entretanto, somente no século XX, em 1963, foi criado um grupo de trabalho para estudar um projeto para a construção de uma via rodoviária. Em 29 de dezembro de 1965, uma comissão executiva foi formada para cuidar do projeto definitivo de construção de uma ponte. O Presidente Costa e Silva assinou decreto em 23 de agosto de 1968, autorizando o projeto de construção da ponte, idealizado pelo ministro dos transportes, Mário Andreazza, sob a gestão de quem a ponte foi iniciada e concluída.
O projeto da ponte Rio Niterói foi preparado por um consórcio de duas empresas. A firma Noronha Engenharia, sediada no Rio de Janeiro, preparou o projeto dos acessos no Rio de Janeiro e em Niterói, assim como a ponte de concreto sobre o mar. A firma Howard, Needles, Tammen and Bergendorf, dos EUA, projetou o trecho dos vãos principais em estrutura de aço, incluindo as fundações e os pilares. Os engenheiros responsáveis pelo projeto da ponte de concreto foram Antônio Alves de Noronha Filho e Benjamin Ernani Diaz e o engenheiro responsável pela ponte de aço foi o americano James Graham.
A apresentação oficial do projeto da Ponte Rio–Niterói aconteceu no dia 14 de novembro de 1968 na Escola de Engenharia da Universidade Católica de Petrópolis (UCP). Na cerimônia estavam presentes: o Presidente Costa e Silva, o Ministro Mário Andreazza, o engenheiro Eliseu Rezende, diretor do DNER e o Grão-Chanceler e Reitor da UCP, Dom José Fernandes Veloso.[carece de fontes?]

### Construção e inauguração

Construção da Ponte Rio–Niterói, 1971. Arquivo Nacional.

A obra teve início, simbolicamente, em 9 de novembro de 1968, com a presença da Rainha do Reino Unido, Elizabeth II, e de Sua Alteza Real, o Príncipe Filipe, Duque de Edimburgo, ao lado do ministro Mário Andreazza. As obras tiveram início realmente em janeiro de 1969.
O canteiro principal da Ponte Rio-Niterói do Consórcio Construtor Guanabara se localizava na Ilha do Fundão, pertencente à Universidade Federal do Rio de Janeiro. Havia, também, canteiros secundários em Niterói. As firmas executoras da superestrutura em aço foram Dormann & Long, Cleveland Bridge e Montreal Engenharia. O banco responsável por parte do financiamento da obra foi N M Rothschild & Sons.
A estrutura foi toda fabricada na Inglaterra em módulos, que chegaram ao Brasil por transporte marítimo. A fabricação final da ponte de aço, com os elementos pré-soldados da Inglaterra, foi feita na Ilha do Caju, na Baía de Guanabara. A montagem das vigas de aço também foi feita pelas mesmas firmas fabricantes da estrutura.

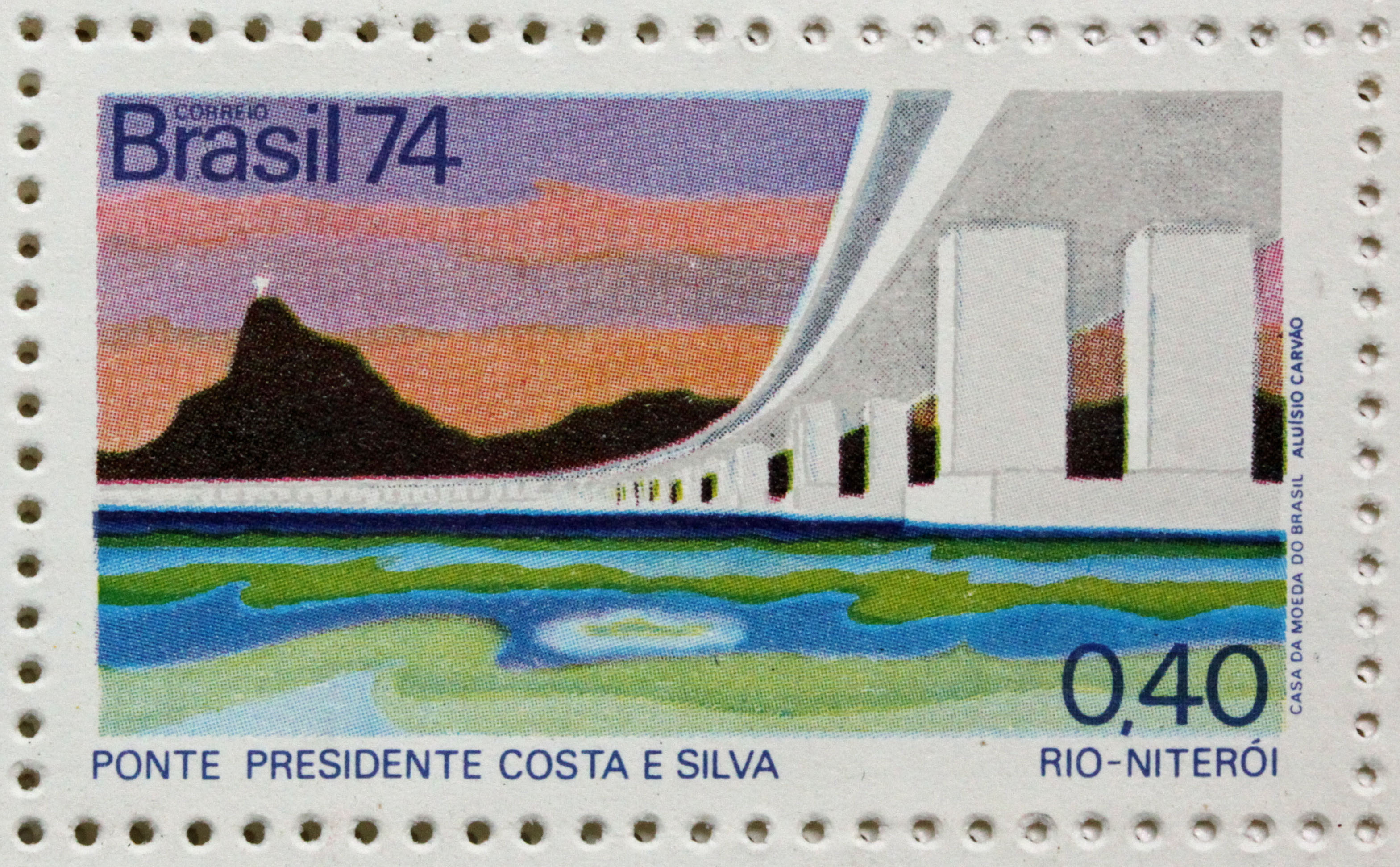
Selo comemorativo da inauguração da Ponte Rio-Niterói em 1974.

Em 1971, o contrato para construção da ponte foi rescindido devido a atraso nas obras, e a construção passou a ser feita por um novo consórcio, das construtoras Camargo Correa, Mendes Junior e Construtora Rabello, designado Consórcio Construtor Guanabara, sendo concluído três anos depois.
A ditadura militar brasileira registrou 33 mortes durante o processo de construção da ponte, embora algumas estimativas cheguem a cerca de 400 óbitos, sendo que alguns dos corpos teriam supostamente sido 'sepultados' no concreto dos pilares, visto que não havia tempo para resgates. A ligação rodoviária foi entregue em 4 de março de 1974.

### Concessão à iniciativa privada

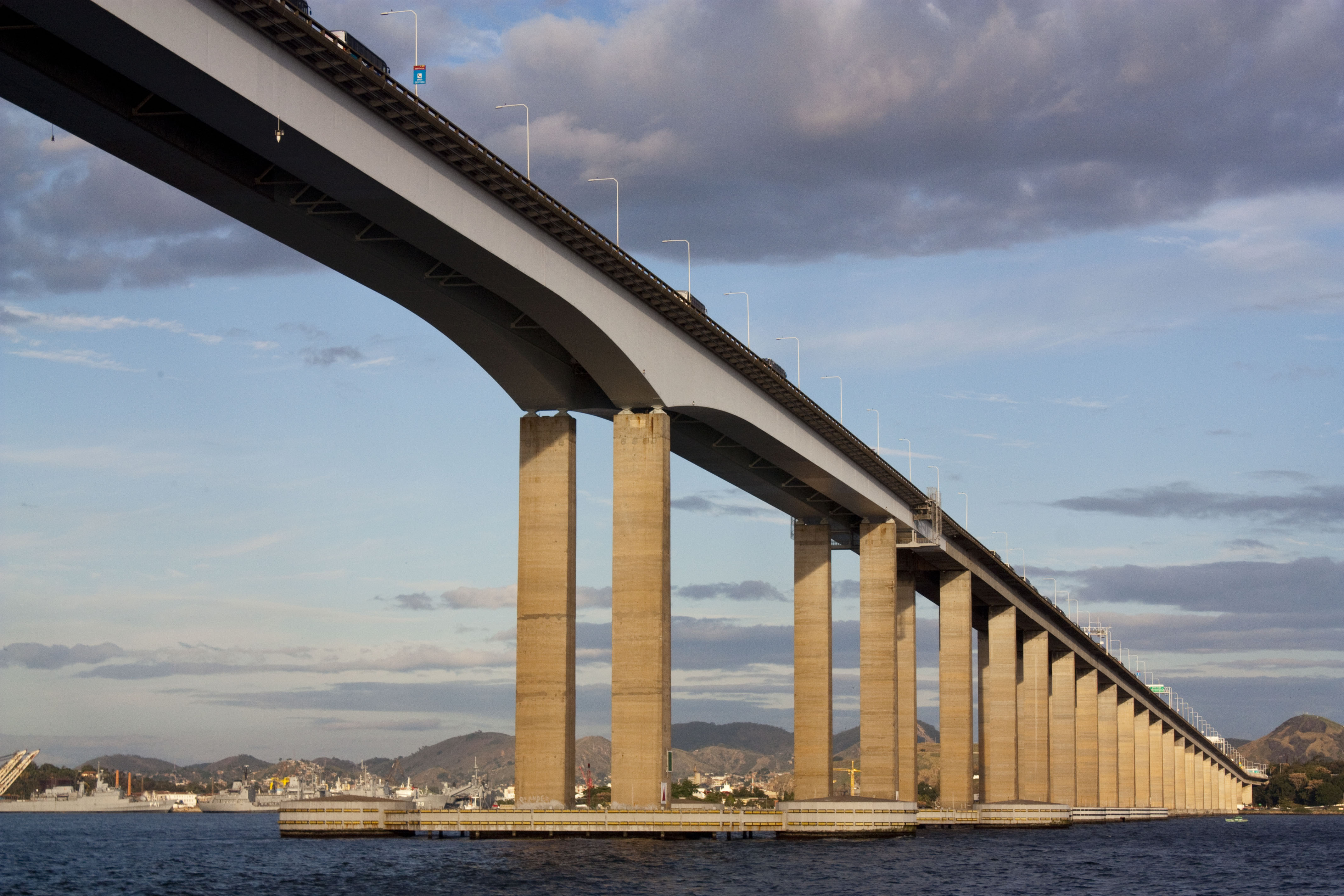
Vista da ponte a partir da baía.

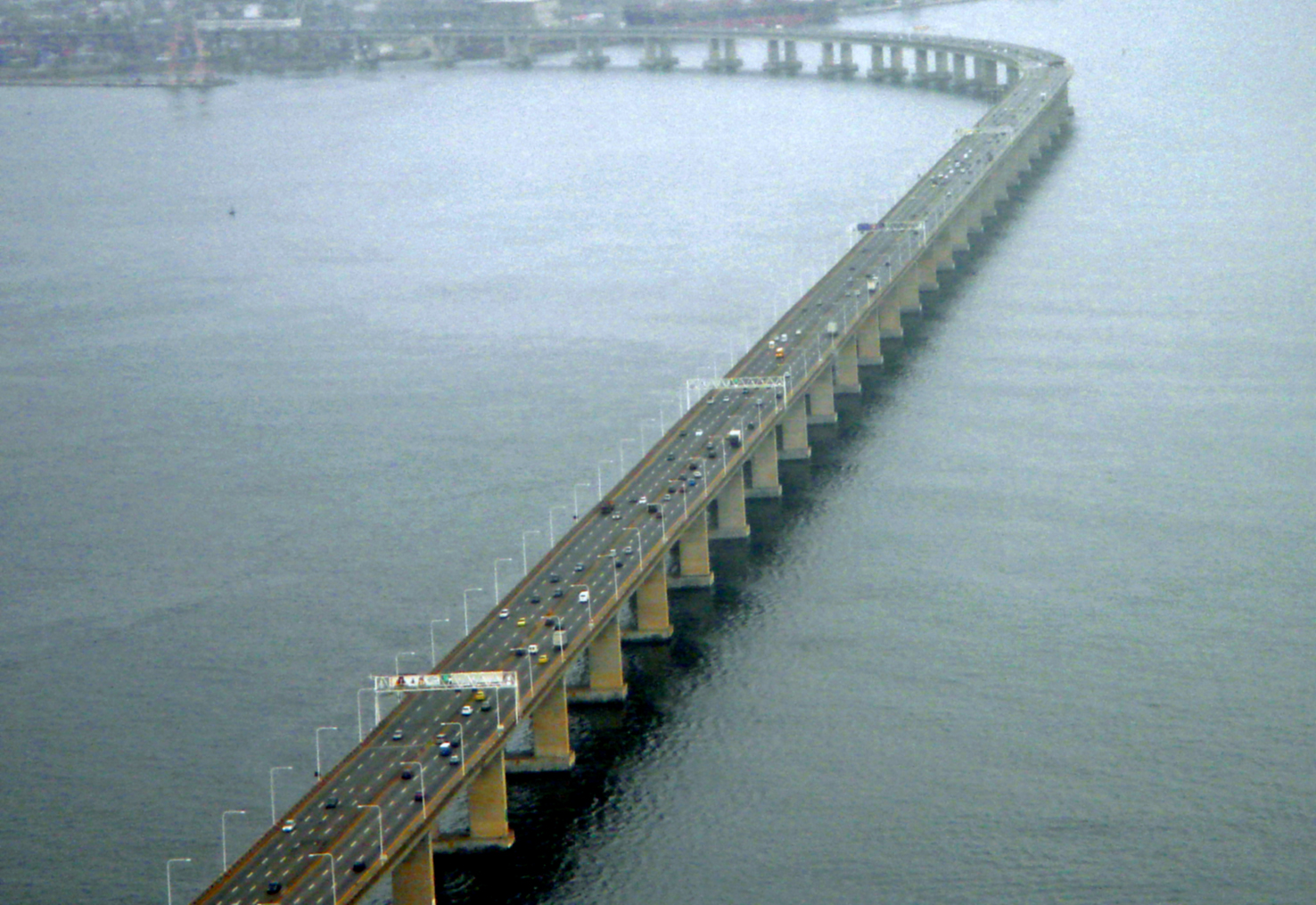
Fotografia aérea da Ponte Rio–Niterói.

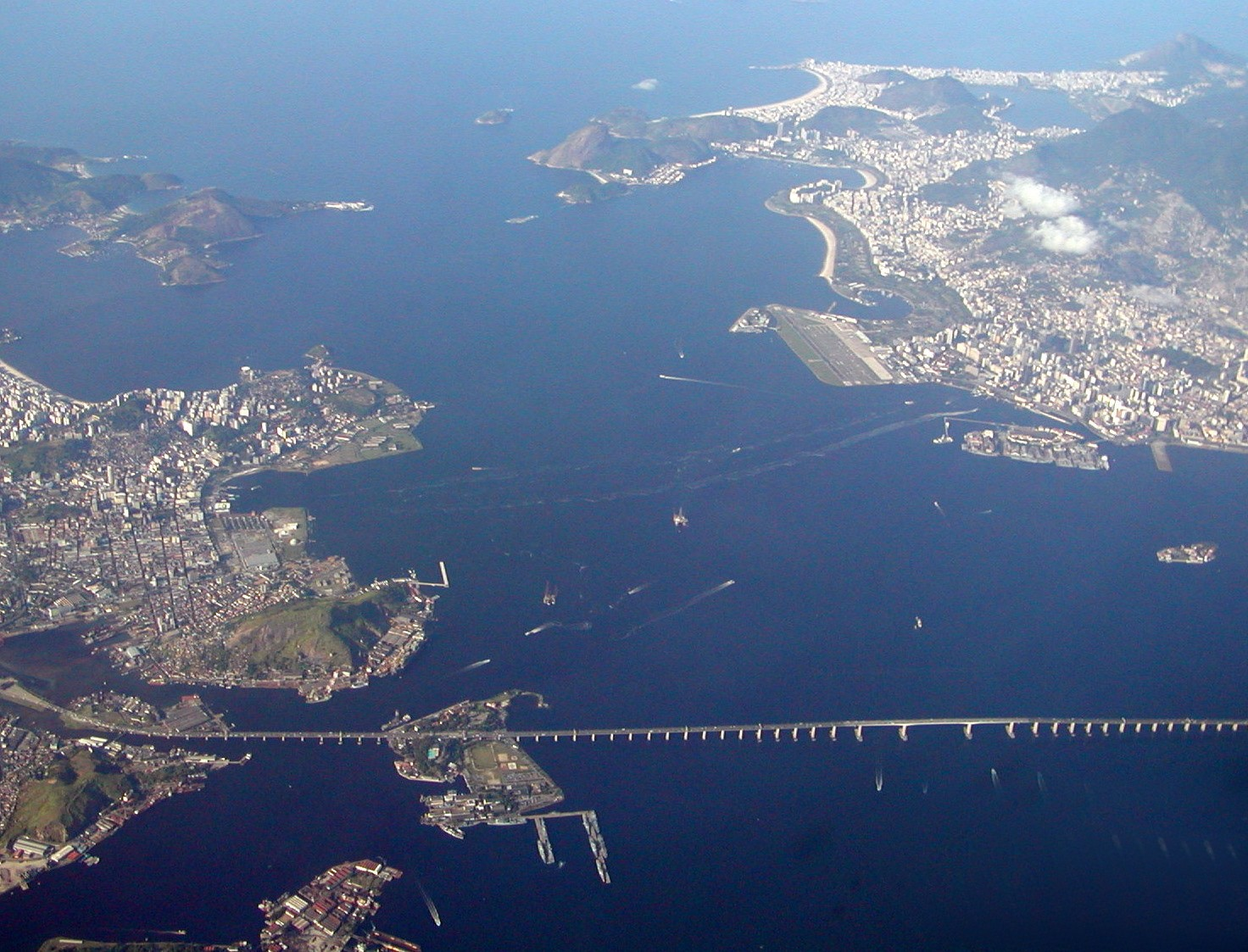
A ponte vista de um voo comercial

Em 1º de junho de 1995, foi feita uma concorrência para concessão da administração da ponte para a iniciativa privada, que foi vencida pelo consórcio Ponte S/A, empresa do Grupo CCR. Foi a primeira grande estrutura rodoviária concedida para o setor privado no país.
Em 18 de março de 2015, a operação da ponte foi leiloada mais uma vez. A empresa Ecoponte, cujo controle acionário pertence à EcoRodovias, ganhou a concessão de 30 anos, já a partir de maio daquele ano. Entre as obras previstas no contrato de concessão, estão o mergulhão da Praça Renascença, a ligação da ponte com a Linha Vermelha e a construção da Avenida Portuária.

### Acidente com navio em 2022
Em 14 de novembro de 2022, o navio graneleiro São Luiz, ancorado desde 2016, estava à deriva na Baía de Guanabara quando colidiu com a ponte, levando ao fechamento da via nos dois sentidos até que a integridade da estrutura fosse avaliada. A capital registrou congestionamento superior a 19 km na primeira hora do fechamento.
A via sentido Niterói foi liberada 3 horas após o incidente, de acordo com a concessionária e a Polícia Rodoviária Federal (PRF), e a movimentação no sentido Rio ficou restrita a duas pistas até o dia seguinte para reparos no guarda-corpo, mas uma vistoria nos pilares 71, 72 e 73 não mostrou avaria na estrutura. A Guarda Portuária, Capitania dos Portos, Marinha do Brasil, Polícia Militar, o Corpo de Bombeiros e a PRF, além da Ecoponte e do Centro de Operações Rio (COR), acompanharam a ocorrência e a Marinha informou que um Inquérito sobre Acidentes e Fatos de Navegação (IAFN) seria instaurado.

## Estrutura

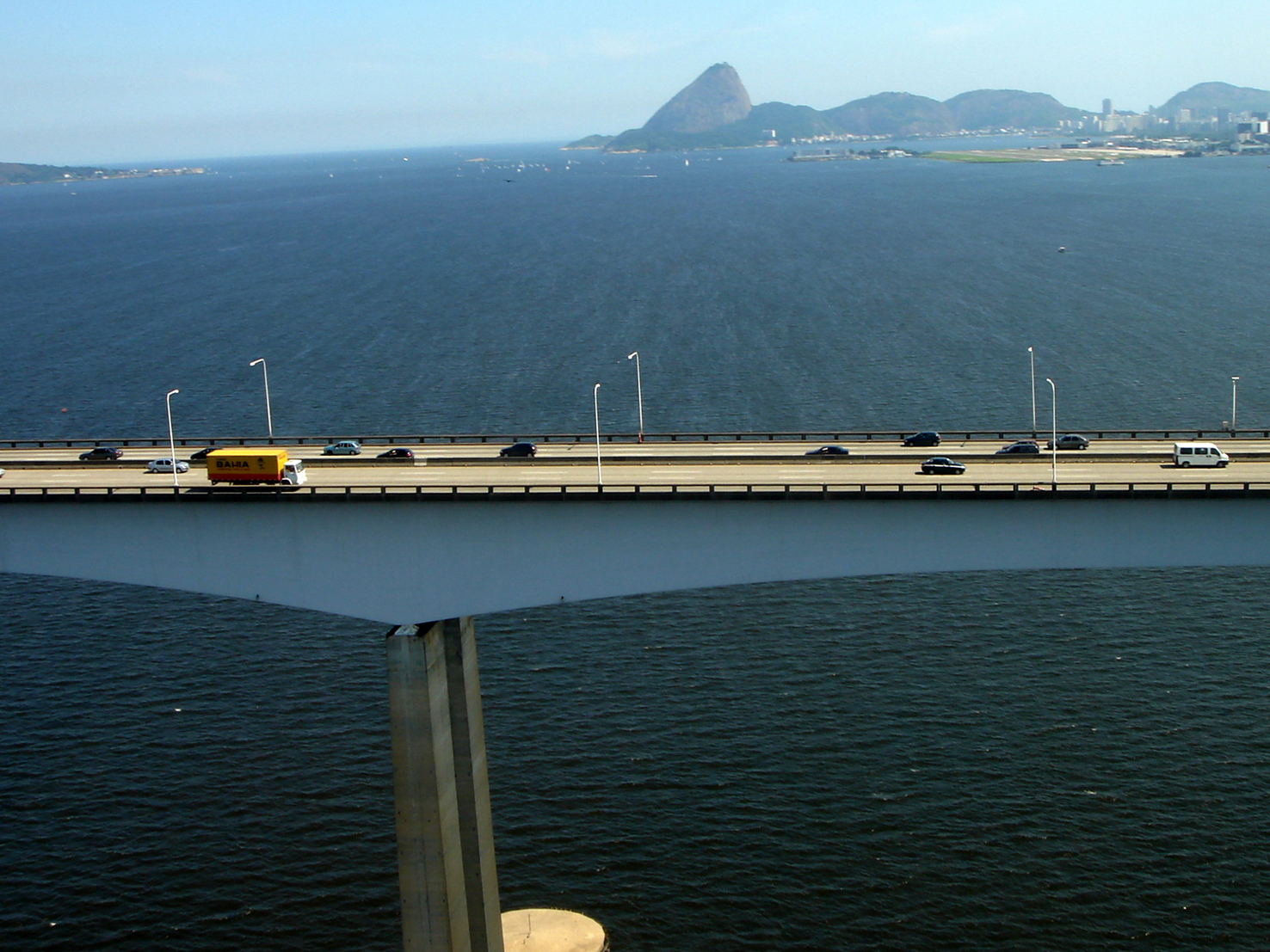
Ponte Rio-Niterói com o Monumento Natural dos Morros do Pão de Açúcar e da Urca ao fundo

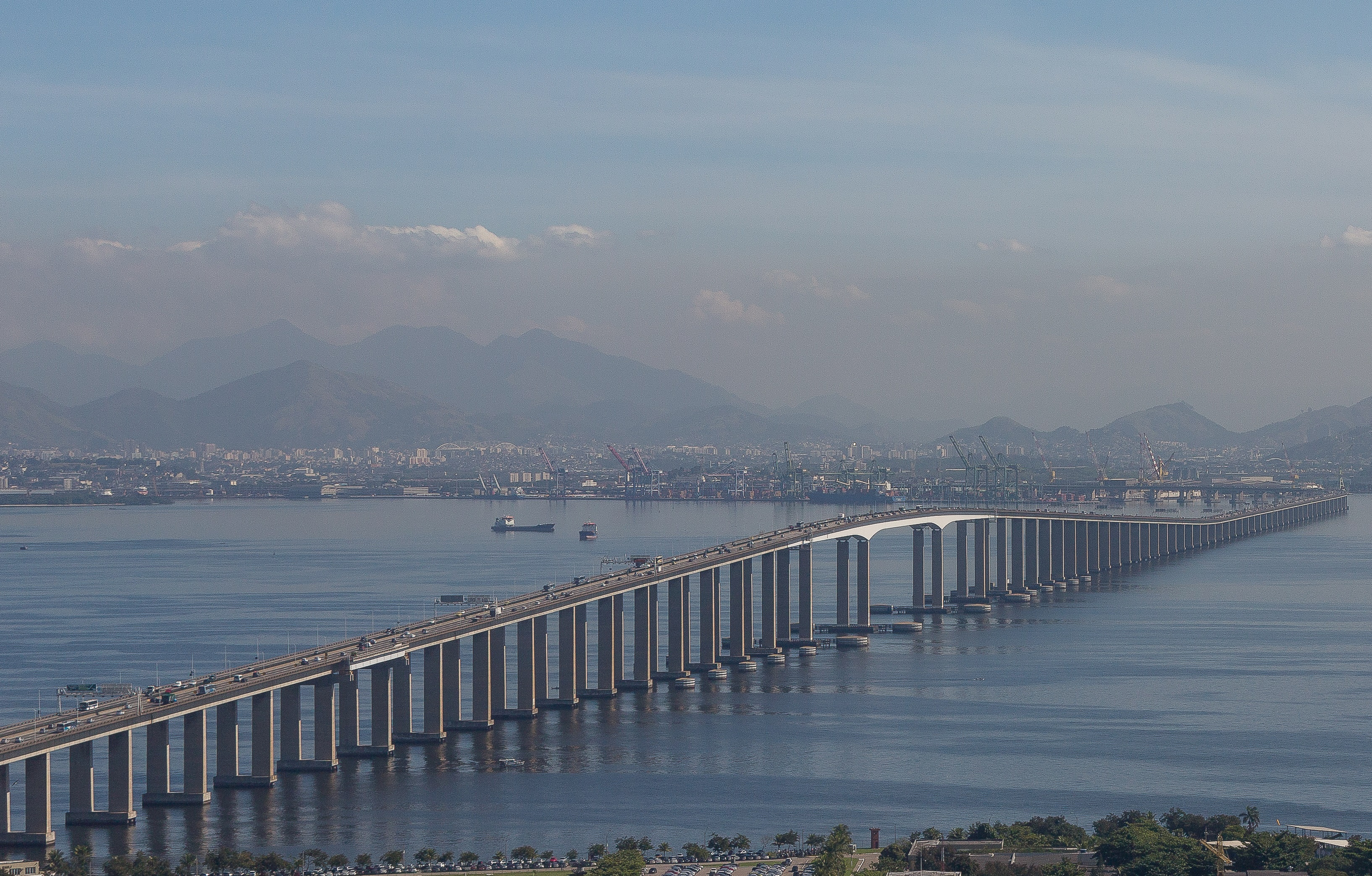
A ponte vista a partir de Niterói

Com extensão total de 13,29 km, dos quais 8,83 km sobre a água, e 72 m de altura em seu ponto mais alto, e com um vão central de 300 m, atualmente é considerada a maior ponte em concreto protendido do hemisfério sul e o maior vão livre em reta contínua construído no mundo.
No ano em que foi concluída, era a segunda maior ponte do mundo, perdendo apenas para a Causeway do lago Pontchartrain nos Estados Unidos.
A importância da Ponte Rio–Niterói na Região Metropolitana do Rio de Janeiro tomou tais proporções que é comum que seus habitantes se refiram à obra como "a Ponte". Segundo a concessionária Ponte S/A, em fluxos normais, o movimento médio em 2014 atingia 150 mil veículos por dia.
Em 2009, foi realizada repintura das faixas, estreitando-as, quando a Ponte passou de 3 para 4 faixas de rolamento em cada sentido. Porém, tal obra foi considerada apenas um paliativo, visto que a capacidade de tráfego da Ponte Rio–Niterói encontra-se à beira do esgotamento, havendo congestionamentos em grande parte do dia.
O tráfego da Rio–Niterói tem um acréscimo considerável em vésperas e finais de feriados prolongados, uma vez que é o caminho para ir da cidade do Rio de Janeiro para as rodovias que dão acesso às praias da Região dos Lagos, região turística do estado do Rio de Janeiro. Faz parte da BR-101 e está sob a circunscrição da 2ª Delegacia de Polícia Rodoviária Federal (PRF).
Pode ser dividida em superestruturas (tabuleiro e pistas de rolamento), mesoestrutura (travessas e pilares) e infraestrutura (fundações e blocos de coroamento).

### Alternativas
Alternativas à ponte, como a construção do Arco Metropolitano, tem como um dos objetivos aliviar o tráfego de veículos na estrutura. A principal opção parece ser a construção da Linha 3 do Metrô Rio, que ligaria o Parque do Flamengo ou o Centro do Rio ao Gragoatá. Outra opção metroviária seria a continuação da Linha 2 do Metrô Rio, atravessando a Baía da Guanabara embaixo d’água até Niterói, fazendo uma ligação com a Praça da Cruz Vermelha, no Rio, passando pelo Largo da Carioca, a Praça XV e a Baía da Guanabara, debaixo d’água, até Niterói, próximo à Estação das Barcas, no Centro.

## Memorial
Em 30 de abril de 2025 foi inaugurado o Memorial Ponte Rio-Niterói, com a exposição Ponte Rio-Niterói: uma Ponte entre Histórias, celebrando os 50 anos da ponte, documentos, fotografias, registros de áudio e vídeo sobre os aspectos históricos, técnicos e os impactos econômicos da obra. O local funciona de terça a sábado, das 9h ao meio-dia, e das 14h às 17h, e seu endereço é: Rua Mário Neves, 1, Ilha da Conceição, em Niterói.